# Metaweb
Metaweb Technologies, Inc. fue una compañía estadounidense con sede en San Francisco que desarrolló Freebase, descrita como una "base de datos abierta y compartida del conocimiento del mundo". La compañía fue fundada por Danny Hillis en julio de 2005 y operada de forma oculta hasta el 2007. Metaweb fue adquirida por Google en julio de 2010. Aunque Metaweb ya no existe como una unidad corporativa separada, Freebase y su web asociada freebase.com continúan proporcionando una base de datos abierta bajo los mismos términos de licencia originales de Metaweb (CC-BY).

## Financiación
El 14 de marzo de 2006, Metaweb recibió 15 millones de dólares de financiación. Los principales inversores fueron: Benchmark Capital, Millennium Technology Ventures y Omidyar Network. Kevin Harvey, de Benchmark Capital, es miembro de la junta directiva de Metaweb. El 15 de enero de 2008, Metaweb anunció una inversión de 42,5 millones de dólares por parte de Goldman Sachs y Benchmark Capital.

## Adquisición
El 16 de julio de 2010, Google adquirió Metaweb por una cantidad no especificada.